# Біргер Магнуссон (король Швеції)
Біргер Магнуссон (1280—1321) — король Швеції з 1290 до 1319 року. Походив з династії Фолькунгів.

## Життєпис

### Молоді роки
Був сином Магнуса III Біргерсона, короля Швеції, та Гедвіги Гольштейнської. Біргер став королем у 1290 році після смерті батька. Оскільки він був ще малим, влада перейшла до Державної ради, очолюваної маршалом Торгільсом Кнутссоном. Головною метою останнього було зміцнення центральної влади у самій Швеції та розширення її кордонів за рахунок насамперед Фінляндії та Карелії.
У 1293 році відбувся так званий Третій шведський хрестовий похід, під час якого було захоплено західну Карелію. Водночас була підкорена велика частина Фінляндії, встановлено кордон з Новгородською республікою по річці Неві й засновано місто Виборг. Водночас спроба у 1300 році захопити Новгород виявилася невдалою. Остаточно похід закінчився у 1303 році.
По поверненні з цього військового походу Торгільс Кнутссон зіштовхнувся з боротьбою між королем Біргером та його братами — Еріком, герцогом Седерманландським, та Вальдемаром, герцогом Фінляндії. Формальним приводом протистояння стало намагання Біргера Магнусона скасувати привілеї Церкви, надані їй 1280 року королем Магнусом III. У ці події й втрутилися брати короля. Водночас Ерік Седерманландський мріяв створити окрему державу в областях Бохуслан та Галланд, сподіваючись на підтримку Норвегії.

### Боротьба з братами
У результаті розпочалася громадянська війна. 1306 року було страчено маршала Торгільса Кнутссона. У відповідь герцоги Ерік та Вальдемар того ж року захопили короля Біргера й ув'язнили його в замку Нючепінг.
Брати відпустили тільки у 1308 році під загрозою данського вторгнення на чолі з королем Еріком VI, родичем Біргера Магнусона. Проте він змушений був тікати до Данії. Після цього відбувся обмін королівського домену Біргера на області Упланд та Некре, в свою чергу Ерік отримав знову Зедерманланд, а також Остерготланд, Готланд та Виборг.
Проте король Біргер не склав зброї. Тепер тривала війна між братами з допомогою іноземних країн. Біргеру допомагала Данія, а Еріку та Вальдемару — Норвегія. Врешті-решт, 1317 року король Біргер Магнусон запросив братів до замку Нючепінг на бенкет, щоб врегулювати розбіжності та домовитися стосовно миру. Проте, коли Ерік та Вальдемар прибули до замку, Біргер наказав убити їх. Це призвело до заколоту знаті й усунення з престолу самого Біргера. 1318 року Біргер Магнусон знову був змушений втекти до Данії. Тут він й помер 31 травня 1321 року.

## Родина
Дружина — Марта (1277—1341), донька Еріка V Естрідсена, короля Данії.
Діти:
- Магнус (1300—1320)
- Ерік (д/н-1319)
- Агнес (д/н-1344)
- Катерина (д/н-1320)